# Гандольфини, Майкл
Майкл Гандольфини (англ. Michael Gandolfini; род. 10 мая 1999, Нью-Йорк, Нью-Йорк, США) — американский актёр.

## Биография
Майкл Гандольфини родился в Нью-Йорке, в семье актёра Джеймса Гандольфини и его жены Марси Вударски. Майкл с детства хотел стать актёром, но его отец был против этого, советуя Майклу стать спортсменом или режиссёром.
Отец Майкла скончался 19 июня 2013 года в возрасте 51 года в Риме, куда он приехал с семьёй для получения награды на кинофестивале Taormina Film Fest в Сицилии. Майкл нашёл его лежащим на полу ванной комнаты отеле «Boscolo Exedra Roma», Джеймса доставили в больницу, где была зафиксирована его смерть от сердечного приступа.
После смерти отца Майкл решил стать актёром. Окончив школу, он поступил в Нью-Йоркский университет. В 2018 году он получил эпизодическую роль в фильме «8 подруг Оушена». Первой крупной работой Гандольфини на телевидении стала роль Джоуи Дуайера в сериале «Двойка», в котором он снимался в 2018—2019 годах.
В 2021 году Гандольфини снялся в криминальной драме братьев Руссо «По наклонной». В том же году он сыграл роль молодого Тони Сопрано в фильме «Множественные святые Ньюарка» — приквеле сериала «Клан Сопрано», где ту же роль исполнял его отец. Майкл признался, что не смотрел «Клан Сопрано» до того, как начал подготовку к роли.

## Фильмография
| Год          |     | Русское название              | Оригинальное название          | Роль                 |
| ------------ | --- | ----------------------------- | ------------------------------ | -------------------- |
| 2011         | ф   | Поездка деточки               | Down the Shore                 | ребёнок на гонках    |
| 2015         | кор | —                             | Flower                         | мечтатель            |
| 2018         | ф   | 8 подруг Оушена               | Ocean’s 8                      | помощник официанта   |
| 2018—2019    | с   | Двойка                        | The Deuce                      | Джоуи Дуайер         |
| 2019         | ф   | Мальчик, собака и клоун       | The Boy, the Dog and the Clown | Уэстон               |
| 2020         | с   | Действие во имя дела          | Acting for a Cause             | Бенволио             |
| 2020         | ф   | —                             | Youngest                       | Итан                 |
| 2021         | ф   | По наклонной                  | Cherry                         | кузен Джо            |
| 2021         | ф   | Множественные святые Ньюарка  | The Many Saints of Newark      | Тони Сопрано         |
| 2022         | ф   | Серый человек                 | The Gray Man                   | н/д                  |
| 2023         | ф   | Все страхи Бо                 | Beau Is Afraid                 | н/д                  |
| 2023         | ф   | Кошатник                      | Cat Person                     | Питер                |
| 2023         | с   | Экстраполяции                 | Extrapolations                 | Роуэн Шопен          |
| 2025 — н. в. | с   | Сорвиголова: Рождённый заново | Daredevil: Born Again          | Дэниэл Блейк         |
| 2025         | ф   | Под огнём                     | Warfare                        | лейтенант Макдональд |